# Loturile pentru Campionatul Mondial de Fotbal 1938
Mai jos sunt loturile pentru Campionatul Mondial de Fotbal 1938, organizat în Franța.
Ungaria și Elveția au fost singurele echipe care au avut stranieri. Cei trei jucători activau la echipe franceze.

## Italia
Antrenor principal: Vittorio Pozzo
| Nr. | Poz. | Jucător             | Data nașterii (vârsta) | Selecții | Club         |
| --- | ---- | ------------------- | ---------------------- | -------- | ------------ |
| -   | M    | Michele Andreolo    | 6 septembrie 1912      | 11       | Bologna      |
| -   | A    | Sergio Bertoni      | 23 septembrie 1915     | 3        | Pisa Calcio  |
| -   | A    | Amedeo Biavati      | 4 aprilie 1915         | 0        | Bologna      |
| -   | P    | Carlo Ceresoli      | 14 mai 1910            | 7        | Bologna      |
| -   | M    | Bruno Chizzo        | 19 aprilie 1916        | 0        | Triestina    |
| -   | A    | Gino Colaussi       | 4 martie 1914          | 12       | Triestina    |
| -   | M    | Aldo Donati         | 29 septembrie 1910     | 0        | Roma         |
| -   | A    | Giovanni Ferrari    | 6 decembrie 1907       | 38       | Inter Milano |
| -   | A    | Pietro Ferraris     | 15 februarie 1912      | 3        | Inter Milano |
| -   | F    | Alfredo Foni        | 20 noiembrie 1911      | 6        | Juventus     |
| -   | M    | Mario Genta         | 1 martie 1912          | 0        | Genoa        |
| -   | M    | Ugo Locatelli       | 5 februarie 1916       | 7        | Inter Milano |
| -   | P    | Guido Masetti       | 22 noiembrie 1907      | 1        | Roma         |
| -   | M    | Giuseppe Meazza (c) | 23 august 1910         | 43       | Inter Milano |
| -   | F    | Eraldo Monzeglio    | 5 iunie 1906           | 32       | Roma         |
| -   | P    | Aldo Olivieri       | 2 octombrie 1910       | 8        | Lucchese⁠(d)  |
| -   | M    | Renato Olmi         | 12 iulie 1914          | 0        | Inter Milano |
| -   | A    | Pietro Pasinati     | 21 iulie 1910          | 10       | Triestina    |
| -   | M    | Mario Perazzolo     | 7 iunie 1911           | 2        | Genoa        |
| -   | A    | Silvio Piola        | 29 septembrie 1913     | 14       | Lazio        |
| -   | F    | Pietro Rava         | 21 ianuarie 1916       | 11       | Juventus     |
| -   | M    | Pietro Serantoni    | 11 decembrie 1906      | 9        | Roma         |

## Ungaria
Antrenori principali: Károly Dietz și Alfréd Schaffer
| Nr. | Poz. | Jucător          | Data nașterii (vârsta) | Selecții | Club          |
| --- | ---- | ---------------- | ---------------------- | -------- | ------------- |
| -   | M    | István Balogh    | 21 septembrie 1912     | 3        | Újpest        |
| -   | A    | Mihály Bíró      | 20 iulie 1914          | 0        | Ferencváros   |
| -   | F    | Sándor Bíró      | 19 august 1911         | 26       | MTK Budapesta |
| -   | A    | László Cseh      | 4 aprilie 1910         | 32       | MTK Budapesta |
| -   | M    | János Dudás      | 13 februarie 1911      | 12       | MTK Budapesta |
| -   | P    | József Háda      | 2 martie 1911          | 15       | Ferencváros   |
| -   | A    | Vilmos Kohut     | 17 iulie 1906          | 24       | Marseille     |
| -   | F    | Lajos Korányi    | 15 mai 1907            | 30       | Ferencváros   |
| -   | M    | Gyula Lázár      | 24 ianuarie 1911       | 34       | Ferencváros   |
| -   | P    | József Pálinkás  | 1 ianuarie 1912        | 5        | Szeged FC     |
| -   | F    | Gyula Polgár     | 8 februarie 1912       | 14       | Ferencváros   |
| -   | M    | Béla Sárosi      | 15 mai 1919            | 0        | Ferencváros   |
| -   | A    | György Sárosi    | 15 septembrie 1912     | 42       | Ferencváros   |
| -   | A    | Ferenc Sas       | 15 martie 1915         | 13       | MTK Budapesta |
| -   | P    | Antal Szabó      | 4 septembrie 1910      | 32       | MTK Budapesta |
| -   | M    | Antal Szalay     | 12 martie 1912         | 19       | Újpest        |
| -   | M    | György Szűcs     | 23 aprilie 1912        | 23       | Újpest        |
| -   | A    | Pál Titkos       | 8 ianuarie 1908        | 45       | MTK Budapesta |
| -   | A    | Géza Toldi       | 11 februarie 1909      | 39       | Ferencváros   |
| -   | M    | József Turay     | 1 martie 1905          | 41       | MTK Budapesta |
| -   | A    | Jenő Vincze      | 20 noiembrie 1908      | 22       | Újpest        |
| -   | A    | Gyula Zsengellér | 27 decembrie 1915      | 9        | Újpest        |

## Brazilia
Antrenor principal: Adhemar Pimenta
| Nr. | Poz. | Jucător          | Data nașterii (vârsta) | Selecții | Club                               |
| --- | ---- | ---------------- | ---------------------- | -------- | ---------------------------------- |
| -   | M    | Afonsinho        | 8 martie 1914          |          | São Cristóvão de Futebol e Regatas |
| -   | M    | Argemiro         | 3 iunie 1915           |          | Portuguesa Santista                |
| -   | P    | Batatais         | 20 mai 1910            |          | Fluminense                         |
| -   | M    | Brandão          | 1 ianuarie 1910        |          | Corinthians                        |
| -   | M    | Britto           | 6 mai 1914             |          | América Mineiro                    |
| -   | F    | Domingos da Guia | 19 noiembrie 1912      |          | Flamengo                           |
| -   | A    | Hércules         | 2 iulie 1912           |          | Fluminense                         |
| -   | F    | Jaú              | 17 decembrie 1909      |          | Corinthians                        |
| -   | A    | Leônidas         | 9 iunie 1913           |          | Flamengo                           |
| -   | A    | Lopes            | 1 noiembrie 1910       |          | Corinthians                        |
| -   | A    | Luizinho         | 29 martie 1911         |          | Palmeiras                          |
| -   | F    | Machado          | 1 ianuarie 1909        |          | Fluminense                         |
| -   | M    | Martim           | 21 aprilie 1911        |          | Botafogo RJ                        |
| -   | F    | Nariz            | 8 decembrie 1912       |          | Botafogo RJ                        |
| -   | A    | Niginho          | 12 februarie 1912      |          | Vasco da Gama                      |
| -   | A    | Patesko          | 12 noiembrie 1910      |          | Botafogo RJ                        |
| -   | A    | Perácio          | 2 noiembrie 1917       |          | Botafogo RJ                        |
| -   | A    | Roberto          | 20 iunie 1912          |          | São Cristóvão de Futebol e Regatas |
| -   | A    | Romeu            | 26 martie 1911         |          | Fluminense                         |
| -   | A    | Tim              | 20 februarie 1915      |          | Fluminense                         |
| -   | P    | Walter           | 17 iulie 1912          |          | Flamengo                           |
| -   | M    | Zezé Procópio    | 12 august 1913         |          | Botafogo RJ                        |

## Suedia
Antrenor principal:  József Nagy
| Nr. | Poz. | Jucător            | Data nașterii (vârsta) | Selecții | Club          |
| --- | ---- | ------------------ | ---------------------- | -------- | ------------- |
| -   | P    | Henock Abrahamsson | 29 octombrie 1909      | 0        | Gårda BK      |
| -   | M    | Erik Almgren       | 28 ianuarie 1908       | 5        | AIK Solna     |
| -   | A    | Åke Andersson      | 22 aprilie 1917        | 2        | GAIS          |
| -   | A    | Harry Andersson    | 7 martie 1913          | 0        | IK Sleipner   |
| -   | A    | Curt Bergsten      | 21 august 1915         | 6        | Landskrona    |
| -   | A    | Lennart Bunke      |                        |          | Helsingborgs  |
| -   | F    | Ivar Eriksson      | 25 decembrie 1909      | 1        | Sandvikens IF |
| -   | M    | Karl-Erik Grahn    | 5 noiembrie 1914       | 15       | Elfsborg      |
| -   | A    | Knut Hansson       | 9 mai 1911             | 4        | Landskrona    |
| -   | M    | Sven Jacobsson     | 17 aprilie 1914        | 2        | GAIS          |
| -   | A    | Sven Jonasson      | 9 iulie 1909           | 28       | Elfsborg      |
| -   | F    | Olle Källgren      | 7 septembrie 1907      | 6        | Sandvikens IF |
| -   | A    | Tore Keller        | 4 ianuarie 1905        | 22       | IK Sleipner   |
| -   | M    | Arne Linderholm    | 22 februarie 1916      | 0        | IK Sleipner   |
| -   | F    | Erik Nilsson       | 6 august 1916          | 0        | Malmö         |
| -   | F    | Harry Nilsson      |                        | 0        | Landskrona    |
| -   | A    | Arne Nyberg        | 20 iunie 1913          | 2        | Göteborg      |
| -   | A    | Erik Persson       | 19 noiembrie 1909      | 27       | AIK Solna     |
| -   | P    | Gustav Sjöberg     | 23 martie 1913         | 7        | AIK Solna     |
| -   | M    | Kurt Svanström     | 24 martie 1915         | 4        | Örgryte       |
| -   | A    | Sven Unger         |                        |          | IK Sleipner   |
| -   | A    | Gustav Wetterström | 15 octombrie 1911      | 4        | IK Sleipner   |

## Cehoslovacia
Antrenor principal: Josef Meissner
| Nr. | Poz. | Jucător            | Data nașterii (vârsta) | Selecții | Club              |
| --- | ---- | ------------------ | ---------------------- | -------- | ----------------- |
| -   | M    | Jaroslav Bouček    | 13 noiembrie 1912      | 22       | Sparta Praga      |
| -   | A    | Vojtěch Bradáč     | 6 octombrie 1913       | 7        | Slavia Praga      |
| -   | F    | Jaroslav Burgr     | 7 martie 1906          | 51       | Sparta Praga      |
| -   | P    | Karel Burkert      | 1 decembrie 1909       | 1        | Brno              |
| -   | F    | Karel Černý        | 1 februarie 1910       |          | Slavia Praga      |
| -   | F    | Ferdinand Daučík   | 30 mai 1910            | 10       | Slavia Praga      |
| -   | A    | Václav Horák       | 27 septembrie 1912     | 9        | Slavia Praga      |
| -   | M    | Karel Kolský       | 21 septembrie 1914     | 10       | Sparta Praga      |
| -   | M    | Vlastimil Kopecký  | 14 octombrie 1912      | 13       | Slavia Praga      |
| -   | M    | Josef Košťálek     | 31 august 1909         | 36       | Sparta Praga      |
| -   | A    | Arnošt Kreuz       | 14 martie 1910         | 2        | SK Pardubice      |
| -   | A    | Josef Ludl         | 3 iunie 1916           | 3        | Žižkov            |
| -   | A    | Oldřich Nejedlý    | 26 decembrie 1909      | 38       | Sparta Praga      |
| -   | M    | Otakar Nožíř       | 12 martie 1917         | 0        | Slavia Praga      |
| -   | F    | Josef Orth         |                        |          | Slovan Bratislava |
| -   | P    | František Plánička | 2 iunie 1904           | 71       | Slavia Praga      |
| -   | A    | Antonín Puč        | 16 mai 1907            | 59       | Slavia Praga      |
| -   | A    | Jan Říha           | 11 noiembrie 1915      | 9        | Sparta Praga      |
| -   | A    | Oldřich Rulc       | 28 martie 1911         | 15       | Brno              |
| -   | A    | Karel Senecký      | 17 martie 1919         | 2        | Sparta Praga      |
| -   | A    | Ladislav Šimůnek   | 4 octombrie 1916       | 2        | Slavia Praga      |
| -   | A    | Josef Zeman        | 23 ianuarie 1915       | 3        | Sparta Praga      |

## Elveția
Antrenor principal:  Karl Rappan
| Nr. | Poz. | Jucător             | Data nașterii (vârsta) | Selecții | Club           |
| --- | ---- | ------------------- | ---------------------- | -------- | -------------- |
| -   | A    | André Abegglen      | 7 martie 1909          |          | Sochaux        |
| -   | A    | Georges Aeby        | 10 septembrie 1910     |          | Servette       |
| -   | A    | Paul Aeby           | 10 septembrie 1910     |          | Young Boys     |
| -   | A    | Lauro Amadò         | 14 martie 1912         |          | Lugano         |
| -   | P    | Erwin Ballabio      | 20 octombrie 1918      |          | FC Grenchen    |
| -   | A    | Alfred Bickel       | 2 mai 1918             |          | Grasshopper    |
| -   | P    | Renato Bizzozero    | 1912                   |          | Lugano         |
| -   | A    | Alessandro Frigerio | 15 noiembrie 1914      |          | Le Havre       |
| -   | A    | Tullio Grassi       | 5 februarie 1910       |          | Lugano         |
| -   | M    | Albert Guinchard    | 10 noiembrie 1914      |          | Servette       |
| -   | P    | Willy Huber         | 17 decembrie 1913      |          | Grasshopper    |
| -   | A    | Leopold Kielholz    | 9 iunie 1911           |          | SC YF Juventus |
| -   | F    | August Lehmann      | 26 ianuarie 1909       |          | Grasshopper    |
| -   | M    | Ernst Lörtscher     | 15 martie 1913         |          | Servette       |
| -   | F    | Severino Minelli    | 6 septembrie 1909      |          | Grasshopper    |
| -   | M    | Oscar Rauch         |                        |          | Grasshopper    |
| -   | A    | Eugen Rupf          |                        |          | Grasshopper    |
| -   | M    | Hermann Springer    | 4 decembrie 1908       |          | Grasshopper    |
| -   | F    | Adolf Stelzer       | 1 septembrie 1908      |          | Lausanne-Sport |
| -   | M    | Sirio Vernati       | 12 mai 1907            |          | Grasshopper    |
| -   | A    | Fritz Wagner        |                        |          | Grasshopper    |
| -   | A    | Eugen Walaschek     | 20 iunie 1916          |          | Servette       |

## Cuba
Antrenor principal: José Tapia
| Nr. | Poz. | Jucător                | Data nașterii (vârsta) | Selecții | Club               |
| --- | ---- | ---------------------- | ---------------------- | -------- | ------------------ |
| -   | A    | Juan Alonzo            | 1911                   |          | Centro Gallego     |
| -   | M    | Joaquín Arias          | 12 noiembrie 1914      |          | Juventud Asturiana |
| -   | P    | Juan Ayra              | 23 iunie 1911          |          | Hispano America    |
| -   | F    | Jacinto Barquín        | 3 septembrie 1915      |          | Juventud Aturiana  |
| -   | M    | Pedro Berges           | 1906                   |          | Iberia Havana      |
| -   | P    | Benito Carvajales      | 1913                   |          | Centro Gallego     |
| -   | F    | Manuel Chorens         | 22 ianuarie 1916       |          | CD Centro Gallego  |
| -   | A    | Tomás Fernández        | 1915                   |          | CD Centro Gallego  |
| -   | A    | Pedro Ferrer           | 1908                   |          | Iberia Havana      |
| -   | A    | José Magriñá           | 14 decembrie 1917      |          | CD Centro Gallego  |
| *   | A    | Carlos Oliveira        |                        |          | Hispano America    |
| -   | M    | José Antonio Rodríguez |                        |          | CD Centro Gallego  |
| -   | A    | Héctor Socorro         | 26 iunie 1912          |          | Iberia Habana      |
| -   | A    | Mario Sosa             | 1910                   |          | Iberia Havana      |
| -   | A    | Juan Tuñas             | 1 februarie 1917       |          | Centro Gallego     |

## Franța
Antrenor principal: Gaston Barreau
| Nr. | Poz. | Jucător               | Data nașterii (vârsta) | Selecții | Club              |
| --- | ---- | --------------------- | ---------------------- | -------- | ----------------- |
| -   | A    | Alfred Aston          | 16 mai 1912            | 15       | Red Star          |
| -   | M    | Jean Bastien          | 21 iunie 1915          | 0        | Marseille         |
| -   | F    | Abdelkader Ben Bouali | 25 octombrie 1912      | 1        | Marseille         |
| -   | M    | François Bourbotte    | 24 februarie 1913      | 9        | SC Fives          |
| -   | A    | Michel Brusseaux      | 19 martie 1913         | 1        | FC Sète           |
| -   | F    | Hector Cazenave       | 13 aprilie 1914        | 6        | Sochaux           |
| -   | A    | Roger Courtois        | 30 mai 1912            | 19       | Sochaux           |
| -   | P    | Julien Darui          | 16 februarie 1916      | 0        | Olympique Lillois |
| -   | A    | Edmond Delfour        | 1 noiembrie 1907       | 39       | RC Roubaix        |
| -   | P    | Laurent Di Lorto      | 1 ianuarie 1909        | 9        | Sochaux           |
| -   | M    | Raoul Diagne          | 10 noiembrie 1910      | 11       | RC Paris          |
| -   | A    | Oscar Heisserer       | 18 iulie 1918          | 6        | Strasbourg        |
| -   | M    | Lucien Jasseron       | 29 decembrie 1913      | 0        | Le Havre          |
| -   | M    | Auguste Jordan        | 21 februarie 1909      | 3        | RC Paris          |
| -   | A    | Ignace Kowalczyk      | 27 decembrie 1913      | 5        | Metz              |
| -   | P    | René Llense           | 14 iulie 1913          | 9        | FC Sète           |
| -   | F    | Étienne Mattler       | 25 decembrie 1905      | 38       | Sochaux           |
| -   | A    | Jean Nicolas          | 9 iunie 1913           | 22       | FC Rouen          |
| -   | F    | Martin Povolny        | 19 iulie 1914          | 0        | Le Havre          |
| -   | F    | Jules Vandooren       | 30 decembrie 1908      | 14       | Olympique Lillois |
| -   | A    | Émile Veinante        | 12 iunie 1907          | 18       | RC Paris          |
| -   | A    | Mario Zatelli         | 21 decembrie 1912      | 0        | Marseille         |

## România
Antrenori principali: Alexandru Săvulescu și Costel Rădulescu
| Nr. | Poz. | Jucător             | Data nașterii (vârsta) | Selecții | Club               |
| --- | ---- | ------------------- | ---------------------- | -------- | ------------------ |
| -   | A    | Iuliu Baratky       | 14 mai 1910            | 10       | Rapid București    |
| -   | M    | Andrei Bărbulescu   | 25 martie 1917         | 2        | Venus București    |
| -   | A    | Silviu Bindea       | 24 octombrie 1912      | 18       | Ripensia           |
| -   | A    | Iuliu Bodola        | 26 februarie 1912      | 39       | Venus București    |
| -   | A    | Ion Bogdan          | 6 martie 1915          | 1        | Rapid București    |
| -   | M    | Gheorghe Brandabura | 23 februarie 1913      | 4        | Juventus București |
| -   | F    | Rudolf Bürger       | 31 octombrie 1908      | 27       | Ripensia           |
| -   | F    | Vasile Chiroiu      | 13 august 1910         | 5        | Ripensia           |
| -   | M    | Vintilă Cossini     | 21 noiembrie 1913      | 12       | Rapid București    |
| -   | P    | Mircea David        | 16 octombrie 1914      | 4        | Venus București    |
| -   | A    | Ștefan Dobay        | 26 septembrie 1909     | 33       | Ripensia           |
| -   | M    | Stefan Dobra        |                        | -        | Gloria Arad        |
| -   | F    | Iacob Felecan       | 1914                   | 4        | Victoria Cluj      |
| -   | A    | Nicolae Kovács      | 29 octombrie 1911      | 35       | CA Oradea          |
| -   | A    | Ioachim Moldoveanu  | 17 august 1913         | 3        | Rapid București    |
| -   | A    | Miklós Nagy         |                        | 0        | Crișana Oradea     |
| -   | P    | Dumitru Pavlovici   | 26 aprilie 1912        | 8        | Ripensia           |
| -   | A    | Gyula Prassler      | 1916                   | 1        | AMEF Arad          |
| -   | M    | Gheorghe Rasinaru   | 10 februarie 1915      | 1        | Rapid București    |
| -   | M    | Ladislau Raffinsky  | 23 aprilie 1905        | 18       | Rapid București    |
| -   | P    | Róbert Szádowsky    | 16 august 1914         | 1        | AMEF Arad          |
| -   | F    | Lazăr Sfera         | 29 aprilie 1909        | 5        | Venus București    |

## Germania
Antrenor principal: Sepp Herberger
| Nr. | Poz. | Jucător             | Data nașterii (vârsta) | Selecții | Club                 |
| --- | ---- | ------------------- | ---------------------- | -------- | -------------------- |
| -   | P    | Fritz Buchloh       | 26 noiembrie 1909      | 17       | VfB Speldorf         |
| -   | A    | Josef Gauchel       | 11 septembrie 1916     | 6        | TuS Koblenz          |
| -   | A    | Rudolf Gellesch     | 1 mai 1914             | 14       | Schalke 04           |
| -   | F    | Ludwig Goldbrunner  | 5 martie 1908          | 31       | Bayern               |
| -   | A    | Wilhelm Hahnemann*  | 14 aprilie 1914        | 0        | Admira Wacker *      |
| -   | P    | Hans Jakob          | 16 iunie 1908          | 35       | Regensburg           |
| -   | F    | Paul Janes          | 10 martie 1912         | 34       | Düsseldorf           |
| -   | M    | Albin Kitzinger     | 1 februarie 1912       | 18       | 1. FC Schweinfurt 05 |
| -   | M    | Andreas Kupfer      | 7 mai 1914             | 10       | 1. FC Schweinfurt 05 |
| -   | A    | Ernst Lehner        | 7 noiembrie 1912       | 39       | Augsburg             |
| -   | M    | Hans Mock*          | 9 decembrie 1906       | 0        | Austria Viena* *     |
| -   | F    | Reinhold Münzenberg | 25 ianuarie 1909       | 39       | Alemannia            |
| -   | A    | Leopold Neumer*     | 8 februarie 1919       | 0        | Austria Viena*       |
| -   | A    | Hans Pesser*        | 7 noiembrie 1911       | 1        | Rapid Viena*         |
| -   | P    | Rudolf Raftl*       | 7 februarie 1911       | 0        | Rapid Viena*         |
| -   | F    | Willibald Schmaus*  | 16 iunie 1911          | 0        | First Vienna*        |
| -   | A    | Otto Siffling       | 3 august 1912          | 31       | Waldhof Mannheim     |
| -   | M    | Stefan Skoumal*     | 29 noiembrie 1909      | 0        | Rapid Viena*         |
| -   | F    | Jakob Streitle      | 11 decembrie 1916      | 0        | Bayern               |
| -   | A    | Josef Stroh*        | 5 martie 1913          | 0        | Austria Viena*       |
| -   | A    | Fritz Szepan        | 2 septembrie 1907      | 30       | Schalke 04           |
| -   | M    | Franz Wagner*       | 23 septembrie 1911     | 0        | Rapid Viena*         |

*Austria a fost parte a Germaniei Naziste. Vezi Anschluss.
*Denotă un jucător care a jucat pentru Austria înainte de Anschluss.

## Polonia
Antrenor principal: Józef Kałuża
| Nr. | Poz. | Jucător               | Data nașterii (vârsta) | Selecții | Club                  |
| --- | ---- | --------------------- | ---------------------- | -------- | --------------------- |
| -   | A    | Stanisław Baran       | 26 aprilie 1920        | 0        | Warszawianka Varșovia |
| -   | P    | Walter Brom           | 14 februarie 1921      | 0        | Ruch Chorzów          |
| -   | A    | Ewald Cebula          | 22 martie 1917         | 0        | Śląsk Świętochłowice  |
| -   | M    | Ewald Dytko           | 18 octombrie 1914      | 16       | Dąb Katowice          |
| -   | F    | Antoni Gałecki        | 4 iunie 1906           | 16       | ŁKS Łódź              |
| -   | F    | Edmund Giemsa         | 16 octombrie 1912      | 6        | Ruch Chorzów          |
| -   | M    | Wilhelm Góra          | 18 ianuarie 1916       | 8        | Cracovia              |
| -   | A    | Bolesław Habowski     | 13 septembrie 1914     | 1        | Wisła Cracovia        |
| -   | A    | Józef Korbas          | 11 noiembrie 1914      | 1        | Cracovia              |
| -   | M    | Kazimierz Lis         | 9 aprilie 1910         | 0        | Warta Poznań          |
| -   | A    | Antoni Łyko           | 27 mai 1907            | 1        | Wisła Cracovia        |
| -   | P    | Edward Madejski       | 11 august 1914         | 6        | Wisła Cracovia        |
| -   | M    | Erwin Nyc             | 24 mai 1914            | 4        | Polonia Varșovia      |
| -   | A    | Leonard Piątek        | 3 octombrie 1913       | 9        | AKS Chorzów           |
| -   | A    | Ryszard Piec          | 17 august 1913         | 18       | Naprzód Lipiny        |
| -   | M    | Wilhelm Piec          | 7 ianuarie 1915        | 3        | Naprzód Lipiny        |
| -   | A    | Fryderyk Scherfke     | 7 septembrie 1909      | 12       | Warta Poznań          |
| -   | F    | Władysław Szczepaniak | 19 mai 1910            | 22       | Polonia Varșovia      |
| -   | F    | Edmund Twórz          | 1914                   | 2        | Warta Poznań          |
| -   | M    | Jan Wasiewicz         | 6 ianuarie 1911        | 14       | Pogoń Lwów            |
| -   | A    | Ernst Wilimowski      | 23 iunie 1916          | 14       | Ruch Chorzów          |
| -   | A    | Gerard Wodarz         | 10 august 1913         | 24       | Ruch Chorzów          |

## Norvegia
Antrenor principal: Asbjørn Halvorsen
| Nr. | Poz. | Jucător            | Data nașterii (vârsta) | Selecții | Club           |
| --- | ---- | ------------------ | ---------------------- | -------- | -------------- |
| -   | A    | Arne Brustad       | 14 aprilie 1912        | 19       | FC Lyn Oslo    |
| -   | A    | Knut Brynildsen    | 23 iulie 1917          | 1        | Fredrikstad FK |
| -   | F    | Nils Eriksen       | 5 martie 1911          | 34       | Odds           |
| -   | A    | Odd Frantzen       | 20 ianuarie 1913       | 14       | Hardy FK       |
| -   | M    | Kristian Henriksen | 3 martie 1911          | 12       | FC Lyn Oslo    |
| -   | M    | Rolf Holmberg      | 24 august 1914         | 18       | Odds           |
| -   | F    | Øivind Holmsen     | 28 aprilie 1912        | 22       | FC Lyn Oslo    |
| -   | A    | Arne Ileby         | 2 decembrie 1913       | 0        | Fredrikstad FK |
| -   | A    | Magnar Isaksen     | 13 octombrie 1910      | 12       | FC Lyn Oslo    |
| -   | F    | Rolf Johannessen   | 15 martie 1910         | 11       | Fredrikstad FK |
| -   | P    | Henry Johansen     | 21 iulie 1904          | 44       | Valerenga      |
| -   | F    | Jørgen Juve        | 22 noiembrie 1906      | 45       | FC Lyn Oslo    |
| -   | A    | Reidar Kvammen     | 23 iulie 1914          | 29       | Viking         |
| -   | P    | Sverre Nordby      | 13 martie 1910         | 2        | Mjøndalen IF   |
| -   | F    | Roald Amundsen*    | 18 septembrie 1913     | 0        | Mjøndalen IF   |
| -   | M    | Oddmund Andersen*  | 21 decembrie 1915      | 1        | Mjøndalen IF   |
| -   | M    | Gunnar Andreassen* | 5 ianuarie 1913        | 0        | Fredrikstad FK |
| -   | A    | Hjalmar Andresen*  | 18 iulie 1914          | 0        | Sarpsborg FK   |
| -   | M    | Sverre Hansen*     | 23 iunie 1913          | 15       | Fram Larvik    |
| -   | P    | Anker Kihle*       | 19 aprilie 1917        | 0        | Storm BK       |
| -   | A    | Alf Martinsen*     | 29 decembrie 1911      | 17       | Lillestrøm     |
| -   | M    | Frithjof Ulleberg* | 10 septembrie 1911     | 14       | FC Lyn Oslo    |

- Only 14 members of the squad actually travelled to France for the 1938 tournament. The remaining eight players (marked with an asterisk) stayed home on reserve.[1][2]

## Belgia
Antrenor principal:  Jack Butler
| Nr. | Poz. | Jucător               | Data nașterii (vârsta) | Selecții | Club                           |
| --- | ---- | --------------------- | ---------------------- | -------- | ------------------------------ |
| -   | P    | Arnold Badjou         | 26 iunie 1909          | 29       | Daring Club Molenbeek          |
| -   | P    | Robert Braet          | 11 februarie 1912      | 14       | Cercle Brugge                  |
| -   | A    | Raymond Braine        | 28 aprilie 1907        | 47       | K. Beerschot V.A.C.            |
| -   | A    | Fernand Buyle         | 3 martie 1918          | 10       | Daring Club Molenbeek          |
| -   | A    | Jean Capelle          | 26 octombrie 1913      | 30       | Standard Liège                 |
| -   | A    | Arthur Ceuleers       | 28 februarie 1916      | 4        | K. Beerschot V.A.C.            |
| -   | M    | Pierre Dalem          | 16 martie 1912         | 22       | Standard Liège                 |
| -   | M    | Alfons De Winter      | 12 septembrie 1908     | 18       | K. Beerschot V.A.C.            |
| -   | A    | Jean Fievez           | 30 noiembrie 1910      | 4        | RWD Molenbeek                  |
| -   | F    | Frans Gommers         | 5 aprilie 1917         | 1        | K. Beerschot V.A.C.            |
| -   | M    | Paul Henry            | 6 septembrie 1912      | 1        | Daring Club Molenbeek          |
| -   | A    | Henri Isemborghs      | 30 ianuarie 1914       | 11       | K. Beerschot V.A.C.            |
| -   | A    | Joseph Nelis          | 1 aprilie 1917         | 2        | K. Berchem Sport               |
| -   | F    | Robert Paverick       | 29 noiembrie 1912      | 26       | Antwerp                        |
| -   | F    | Jean Petit            | 25 februarie 1914      | 4        | Standard Liège                 |
| -   | F    | Corneel Seys          | 12 februarie 1912      | 1        | K. Beerschot V.A.C.            |
| -   | F    | Philibert Smellinckx  | 17 ianuarie 1911       | 19       | R. Union Saint-Gilloise        |
| -   | M    | Émile Stijnen         | 2 noiembrie 1907       | 25       | R.O.C. de Charleroi-Marchienne |
| -   | M    | John Van Alphen       | 17 iunie 1914          | 4        | K. Beerschot V.A.C.            |
| -   | A    | Charles Vanden Wouwer | 7 septembrie 1916      | 5        | K. Beerschot V.A.C.            |
| -   | P    | André Vandeweyer      | 21 iunie 1909          | 5        | R. Union Saint-Gilloise        |
| -   | A    | Bernard Voorhoof      | 10 mai 1910            | 54       | Lierse                         |

## Olanda
Antrenor principal:  Hollandaise Sauce
| Nr. | Poz. | Jucător             | Data nașterii (vârsta) | Selecții | Club               |
| --- | ---- | ------------------- | ---------------------- | -------- | ------------------ |
| -   | M    | Wim Anderiesen      | 27 noiembrie 1903      | 40       | Ajax               |
| -   | F    | Dick Been           | 2 iulie 1909           | 0        | Ajax               |
| -   | F    | Bertus Caldenhove   | 19 ianuarie 1914       | 18       | DWS Amsterdam      |
| -   | A    | Piet de Boer        | 10 octombrie 1919      | 1        | AZ Alkmaar         |
| -   | A    | Bertus de Harder    | 14 ianuarie 1920       | 1        | VUC Den Haag       |
| -   | A    | Arie de Winter      | 27 octombrie 1913      | 0        | HFC Haarlem⁠(d)     |
| -   | A    | Daaf Drok           | 23 mai 1914            | 7        | RFC Rotterdam      |
| -   | M    | Frans Hogenbirk     | 18 martie 1919         | 0        | Be Quick 1887      |
| -   | P    | Niek Michel         | 30 septembrie 1912     | 0        | SC Telstar⁠(d)      |
| -   | A    | Karel Ooms          | 9 iunie 1916           | 0        | DWB                |
| -   | M    | Bas Paauwe          | 4 octombrie 1911       | 21       | Feyenoord          |
| -   | M    | Rene Pijpers        | 15 septembrie 1917     | 0        | RFC Roermond       |
| -   | F    | Hendrikus Plenter   | 23 iunie 1913          | 0        | Be Quick 1887      |
| -   | A    | Piet Punt           | 6 februarie 1909       | 1        | Dordrecht⁠(d)       |
| -   | A    | Kick Smit           | 3 noiembrie 1911       | 21       | HFC Haarlem⁠(d)     |
| -   | A    | Frans van der Veen  | 25 martie 1918         | 1        | Heracles           |
| -   | M    | Puck van Heel       | 21 ianuarie 1904       | 62       | Feyenoord          |
| -   | P    | Adri van Male       | 7 octombrie 1910       | 9        | Feyenoord          |
| -   | A    | Henk van Spaandonck | 25 iunie 1913          | 7        | Neptunus Rotterdam |
| -   | A    | Leen Vente          | 14 mai 1911            | 14       | Neptunus Rotterdam |
| -   | F    | Mauk Weber          | 1 martie 1914          | 25       | Den Haag           |
| -   | A    | Frank Wels          | 21 februarie 1909      | 35       | Unitas Gorinchem   |

## Indiile de Est Olandeze (Indonesia)
Antrenor principal: Johan Mastenbroek
| Nr. | Poz. | Jucător                    | Data nașterii (vârsta) | Selecții | Club                |
| --- | ---- | -------------------------- | ---------------------- | -------- | ------------------- |
| -   | M    | Sutan Anwar                | 21 martie 1914         | 1        | VIOS Batavia        |
|     | P    | Van Beusekom L.N.          |                        |          | Hercules Batavia    |
| -   | M    | Gerrit Faulhaber           |                        |          | Go Ahead Semarang   |
| -   | F    | Jan Harting                |                        |          | HBS Soerabaja       |
| -   | F    | Frans G. Hu Kon            | 1917                   | 1        | Sparta Bandung      |
| -   | M    | Frans Alfred Meeng         | 18 ianuarie 1910       | 1        | SVBB Batavia        |
| -   | M    | Achmad Nawir               | 1911                   | 1        | HBS Soerabaja       |
| -   | A    | Isaak "Tjaak" Pattiwael    | 23 februarie 1914      | 1        | Jong Ambon Batavia  |
| -   | F    | Jack Samuels               | 1912                   | 1        | Excelsior Soerabaja |
| -   | A    | Suvarte Soedarmadji        | 6 decembrie 1915       | 1        | HBS Soerabaja       |
| -   | A    | M.J. Hans Taihuttu         | 1909                   | 1        | Jong Ambon Batavia  |
| -   | A    | Tan Hong Djien             | 12 ianuarie 1916       | 1        | Tiong Hoa Soerabaja |
| -   | P    | Tan "Bing" Mo Heng         | 28 februarie 1913      | 1        | HCTNH Soerabaja     |
| -   | A    | Tan See Han                |                        |          | Gie Hoo Soerabaja   |
| -   | A    | Rudi Telwe                 |                        |          | HBS Soerabaja       |
| -   | M    | G. Van Den Burgh           |                        |          | SVV Semarang        |
| -   | A    | Hendrikus V. "Henk" Zomers |                        | 1        | Hercules Batavia    |

- NB*: Loturile includ rezervele, jucători alternativi și preselecționați care au participat la turneele de calificare sau la meciurile amicale de dinaintea turneului, dar nu au participat la CM.